# Massive Töne
Massive Töne ist eine deutsche Hip-Hop-Gruppe. Sie wurde von Schowi, Ju, Wasi und DJ 5ter Ton 1991 in Stuttgart gegründet.

## Geschichte
Die vier Gründungsmitglieder aus der Stuttgarter Hip-Hop-Szene orientierten sich zunächst an amerikanischen und französischen Vorbildern wie Beastie Boys, Public Enemy und Ultramagnetic MC’s, bevor sie zu einem eigenen Stil fanden. 1993 schlossen sie sich gemeinsam mit anderen Hip-Hop-Musikern, Breakdancern und Graffitikünstlern zu der Stuttgarter Kolchose zusammen. Neben Massive Töne waren Afrob, Freundeskreis, DJ Thomilla und Breite Seite die bekanntesten Mitglieder. In den Jahren 1994 bis 1995 traten Massive Töne als Gäste oder Vorgruppe auf den meisten wichtigen Hip-Hop-Konzerten auf; bekannt sind vor allem die Touren Klasse von 94 und Klasse von 95 (MZEE), bei denen sie mit Fettes Brot, Spax, Absolute Beginner, den Stieber Twins, MC Rene und anderen zusammenarbeiteten.
Das 1996 produzierte Debütalbum Kopfnicker (MZEE), das ihren Namen in der ganzen Szene bekannt machte, gilt noch heute als das wichtigste der Gruppe. 1998 wechselten sie zu dem Major-Label Eastwest und produzierten die Single Unterschied, deren Video in Deutschland ein Erfolg wurde. Mit bekannten Künstlern wie Blahzay Blahzay oder der französischen Hip-Hop-Gruppe IAM spielten sie gemeinsame Tracks ein und schafften so insgesamt vier Single-Auskopplungen aus ihrem 1999 erschienenen Album Überfall, welches das erfolgreichste Album der Gruppe wurde. Für die französische Action-Komödie Taxi Taxi (2000) wurde das Lied 2Mille aufgenommen.
Im Jahr 2000 trennte sich die Gruppe von Wasi. Es folgte die Gründung ihres eigenen Labels, den Kopfnicker Records. Als Label-Porträt kam noch im selben Jahr Kopfnicker Records – das Album heraus.
2002 erschien das Album MT3, dessen Single-Auskopplung Cruisen Platz 5 in den Charts erreichte. Die 14 Tracks des Albums liegen inhaltlich weit auseinander, von den reinen Party-Krachern wie Im Club bis hin zu gesellschaftskritischen Songs wie Deutschland, Deutschland.
2005 erschien das bisher letzte Album Zurück in die Zukunft, das aber nicht an die kommerziellen Erfolge der beiden Vorgängeralben anknüpfen konnte.
Am 9. Februar 2006 haben Massive Töne Baden-Württemberg mit dem Titel Mein Job beim Bundesvision Song Contest vertreten und mit 47 Punkten den 9. Platz erreicht.
Am 18. Juli 2015 spielten die Massiven Töne als einer von zwei Überraschungsgästen auf dem letzten HipHop Open in Stuttgart vor dem Headliner Marsimoto einige ihrer erfolgreichsten Songs, wie Traumreise, Cruisen, und das der Stadt Stuttgart gewidmete Mutterstadt.
Im August 2015 wanderte Ju nach Lissabon, Portugal aus.

## Sonstiges
Massive Töne sind bekennende Anhänger des VfB Stuttgart.

## Diskografie

### Studioalben
| Jahr | Titel                 | Höchstplatzierung, Gesamtwochen, AuszeichnungChartplatzierungen (Jahr, Titel, Platzierungen, Wochen, Auszeichnungen, Anmerkungen) | Höchstplatzierung, Gesamtwochen, AuszeichnungChartplatzierungen (Jahr, Titel, Platzierungen, Wochen, Auszeichnungen, Anmerkungen) | Höchstplatzierung, Gesamtwochen, AuszeichnungChartplatzierungen (Jahr, Titel, Platzierungen, Wochen, Auszeichnungen, Anmerkungen) | Anmerkungen                            |
| Jahr | Titel                 | DE | AT | CH | Anmerkungen                            |
| ---- | --------------------- | --- | --- | --- | -------------------------------------- |
| 1996 | Kopfnicker            | — | — | — | Erstveröffentlichung: 29. Oktober 1996 |
| 1999 | Überfall              | DE6 (21 Wo.)DE | AT47 (2 Wo.)AT | — | Erstveröffentlichung: 19. April 1999   |
| 2002 | MT3                   | DE7 (20 Wo.)DE | AT12 (10 Wo.)AT | CH32 (8 Wo.)CH | Erstveröffentlichung: 5. August 2002   |
| 2005 | Zurück in die Zukunft | DE55 (1 Wo.)DE | — | CH63 (2 Wo.)CH | Erstveröffentlichung: 14. Oktober 2005 |

### EPs
- 1995: … Dichter in Stuttgart

### Singles
| Jahr | Titel Album                                    | Höchstplatzierung, Gesamtwochen, AuszeichnungChartplatzierungen (Jahr, Titel, Album, Platzierungen, Wochen, Auszeichnungen, Anmerkungen) | Höchstplatzierung, Gesamtwochen, AuszeichnungChartplatzierungen (Jahr, Titel, Album, Platzierungen, Wochen, Auszeichnungen, Anmerkungen) | Höchstplatzierung, Gesamtwochen, AuszeichnungChartplatzierungen (Jahr, Titel, Album, Platzierungen, Wochen, Auszeichnungen, Anmerkungen) | Anmerkungen                                             |
| Jahr | Titel Album                                    | DE | AT | CH | Anmerkungen                                             |
| ---- | ---------------------------------------------- | --- | --- | --- | ------------------------------------------------------- |
| 1999 | Chartbreaker (Einmal Star und zurück) Überfall | DE39 (9 Wo.)DE | — | — | Erstveröffentlichung: 29. März 1999                     |
| 1999 | Nie ohne sie Überfall                          | DE98 (1 Wo.)DE | — | — | Erstveröffentlichung: 15. November 1999                 |
| 2000 | 2 Mille Taxi Taxi (O.S.T.)                     | DE69 (7 Wo.)DE | — | — | Erstveröffentlichung: 31. Juli 2000 feat. Vanessa Mason |
| 2002 | Cruisen MT3                                    | DE5 (17 Wo.)DE | AT15 (17 Wo.)AT | CH25 (13 Wo.)CH | Erstveröffentlichung: 8. Juli 2002                      |
| 2002 | Geld oder Liebe MT3                            | DE45 (9 Wo.)DE | — | — | Erstveröffentlichung: 4. November 2002                  |
| 2003 | Traumreise MT3                                 | DE43 (9 Wo.)DE | — | — | Erstveröffentlichung: 10. Februar 2003                  |
| 2003 | Stress –                                       | DE59 (6 Wo.)DE | — | — | Erstveröffentlichung: 11. August 2003 feat. Fetsum      |
| 2005 | Topmodel Zurück in die Zukunft                 | DE31 (9 Wo.)DE | AT64 (3 Wo.)AT | CH90 (1 Wo.)CH | Erstveröffentlichung: 19. September 2005                |
| 2006 | Mein Job Zurück in die Zukunft                 | DE78 (4 Wo.)DE | — | — | Erstveröffentlichung: 10. März 2006                     |

Weitere Singles
- 1995: Sie ist in Gefahr
- 1996: Kopfnicker
- 1998: Unterschied
- 1999: Rapgame

### Sonstige Veröffentlichungen
- 1995: Der Ton macht die Musik – Die Klasse von ’95 (Kompilation)
- 2005: Bumerang (RMX) (Juice Exclusive! auf Juice-CD #57)
- 2005: 덩덕쿵 (Retire) (vom Album Double Dynamite) Zusammenarbeit mit der koreanischen Gruppe Dynamic Duo